# Lenkrolle

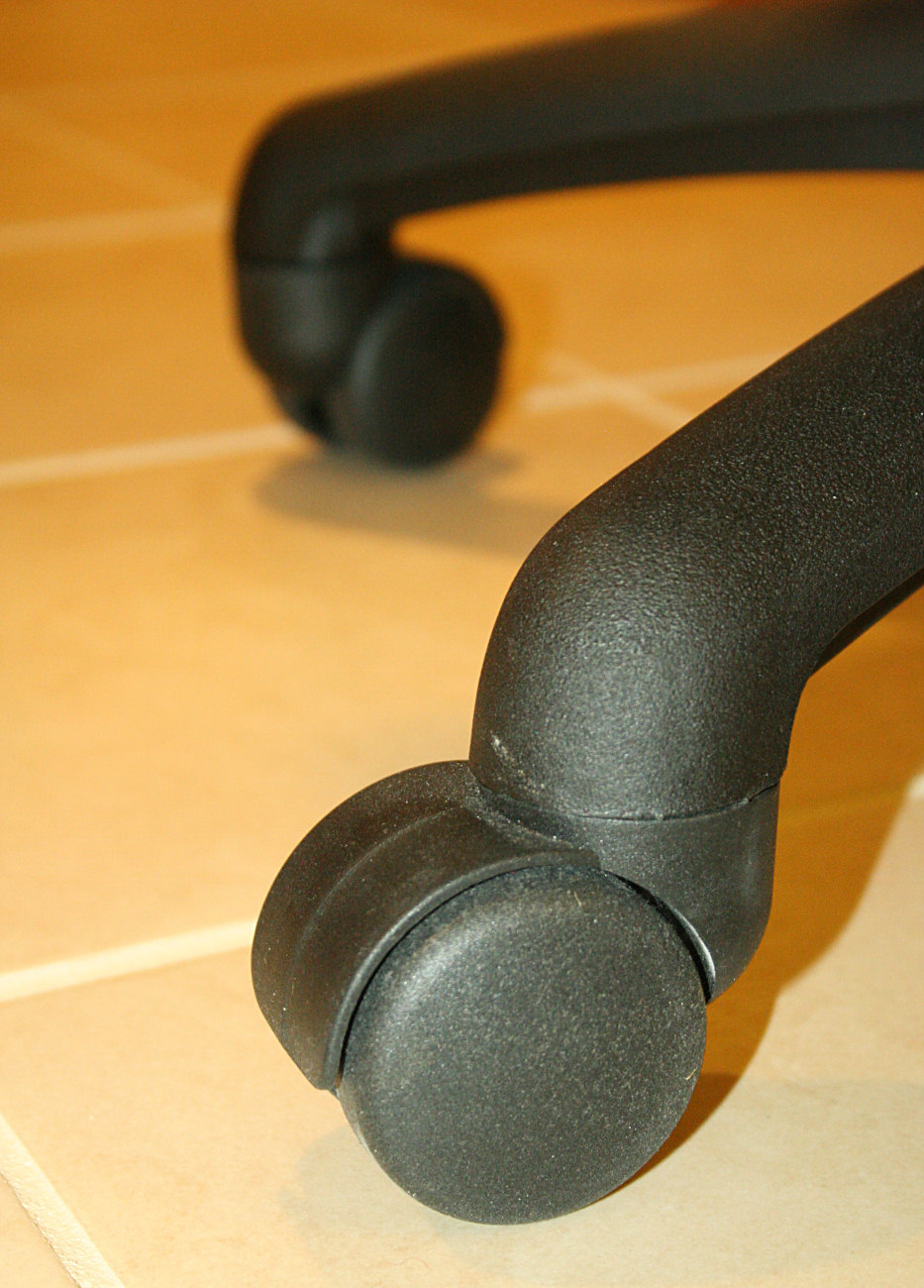
Lenkrollen an einem Bürostuhl

Eine Lenkrolle (auch Castor-Rolle oder Castor-Rad genannt, von englisch castor, Variante von caster) ist eine um die senkrechte Achse schwenkbare Rolle. Lenkrollen dienen als nicht angetriebene Stützräder, die in der Lage sind, sich selbstständig zur aktuellen Bewegungsrichtung auszurichten. Damit sind sie das Pendant zu den nicht schwenkbaren Bockrollen, die Bewegungen nur in eine Richtung ausführen können.
Bekannt sind Lenkrollen vor allem als Bestandteile von Bürostühlen, Rollstühlen, Einkaufswagen und Krankenhausbetten. Rollbretter, mit denen beispielsweise Möbel transportiert werden, sind entweder mit vier Lenkrollen bestückt oder mit zwei Lenkrollen und zwei Bockrollen.

## Aufbau
Lenkrollen bestehen meist aus einer oder zwei drehbaren Rollen, die mit einer zusätzlichen Drehachse, aber in vertikaler Richtung, an dem zu bewegenden Objekt montiert sind. Entscheidend für die Funktion ist, dass die Rollen-Drehachse sich nicht mit der vertikalen Drehachse schneidet (Windschiefe), sondern dass sie einen gewissen Abstand, auch Nachlauf genannt, zueinander haben, sodass die Rollen nachgeschleppt werden.
Abhängig vom Material (z. B. luftgefüllte Gummireifen, Vollgummireifen oder harte Kunststoffe) und der Belastung werden die Rollen beim Einsatz mehr oder weniger oder gar nicht verformt.

## Bewegungsverhalten
Wird die Lenkrolle durch das sich bewegende Objekt in eine Richtung gezwungen, die nicht der momentanen Ausrichtung der Rollen entspricht, dreht sich das Rad um die vertikale Drehachse in die neue Bewegungsrichtung, bis der Richtungsfehler ausgeglichen ist. Danach rollt sie wieder geradeaus über den Boden. Der Rollwiderstand ist bei einem harten Boden wesentlich geringer als etwa auf einem Teppichboden.
Wenn die Lenkrolle im Stand beziehungsweise beim Anfahren in eine andere Richtung geschwenkt wird, entsteht Reibung am Boden. Dafür wird zusätzliche Energie benötigt, insbesondere bei Stuhlrollen auf Teppich oder wenn Gummirollen durch eine schwere Last gestaucht werden, so dass eine größere Gummifläche auf dem Boden reibt. Ist der Nachlauf kleiner (typisches Beispiel: kleinere Stuhlrollen), wird dabei wegen des Hebelgesetzes mehr Kraft benötigt, so dass das Objekt vorübergehend schwerer zu bewegen ist. Diesem lästigen Effekt begegnet man besonders häufig bei Bürostühlen mit Stuhlrollen von 50 mm Durchmesser auf Teppichen.
Alternativ könnten meist auch Allseitenräder verwendet werden. Diese benötigen keine zusätzliche Energie zum Ausrichten, sind aber konstruktiv komplexer und haben aufgrund ihrer kleinen Ausgleichsrollen schlechtere Laufeigenschaften.

## Geschichte

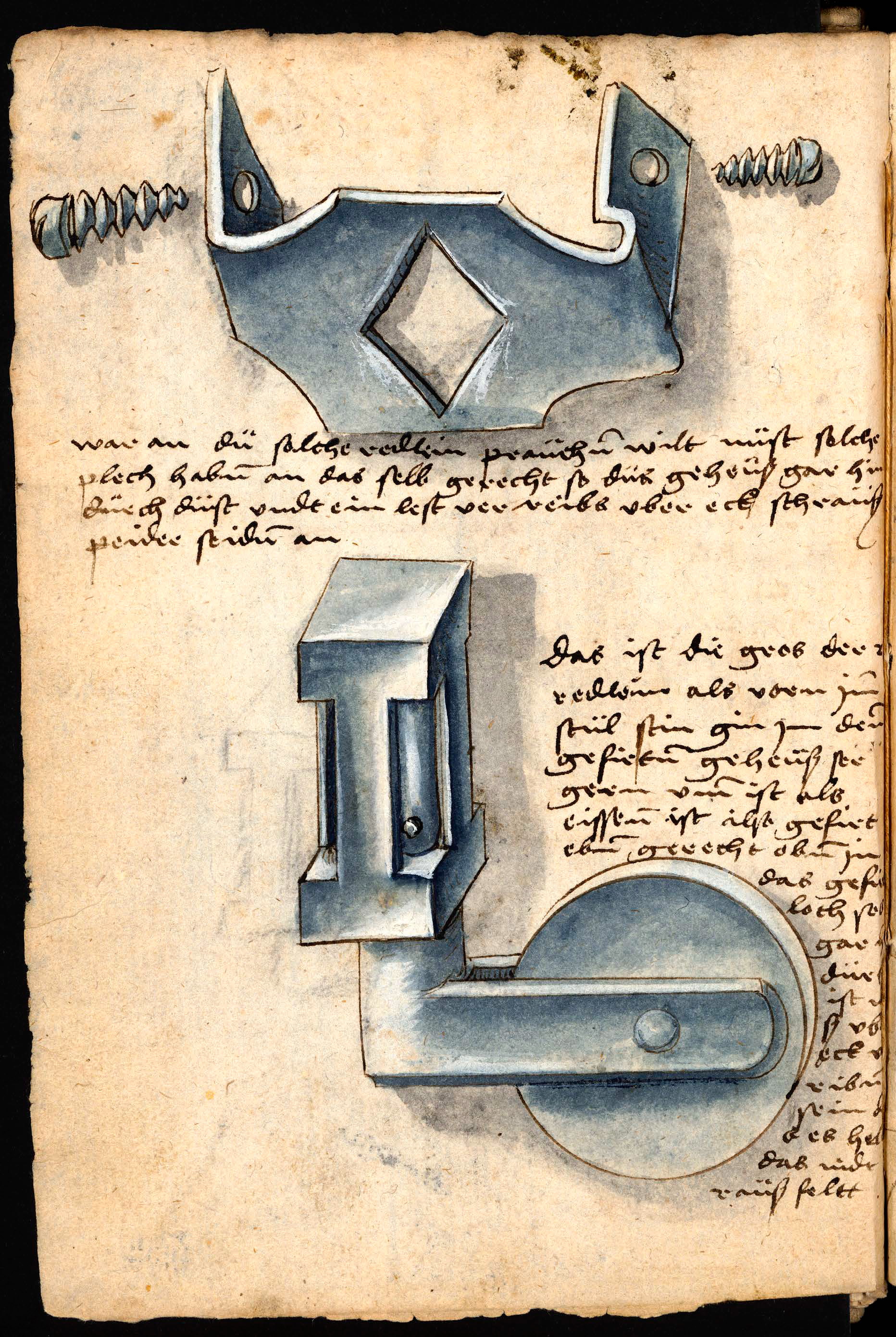
Lenkrolle mit Gegenbeschlag aus dem Löffelholz-Codex von 1505

Das erste Patent auf eine Lenkrolle erhielten die Blake Brothers aus Newhaven, Connecticut im Jahr 1838.
Allerdings findet sich bereits im sog. Löffelholz-Codex, dem 1505 angelegten Hausbuch des Martin Löffelholz von Kolberg, eine genaue Beschreibung und Konzeptzeichnung einer Lenkrolle (f. 10v), die Teil des auf der Seite davor abgebildeten Bürodrehstuhls ist.